# Adam Perłakowski
Adam Bartłomiej Perłakowski (ur. 1973) – polski historyk, profesor uczelni w Instytucie Historii Uniwersytetu Jagiellońskiego. 
Absolwent I Liceum Ogólnokształcącego im. Juliusza Słowackiego w Przemyślu, a następnie Instytutu Historii UJ. Stopień doktora nauk humanistycznych uzyskał w 2001 na podstawie rozprawy pt. Jan Jerzy Przebendowski jako podskarbi wielki koronny (1639-1729). Studium funkcjonowania urzędu ministra w czasach saskich, a stopień doktora habilitowanego w 2014. Zatrudniony na stanowisku profesora uczelni w Instytucie Historii UJ. 
Jego zainteresowania badawcze koncentrują się wokół historii Polski XVIII w., a szczególnie dziejów unii polsko-saskiej, znaczenia dworu drezdeńskiego w kontaktach z Rzecząpospolitą oraz problemów gospodarczych Rzeczypospolitej w I połowie XVIII w. Istotną część działalności badawczej stanowi także edytorstwo źródeł epoki nowożytnej. 

## Wybrane publikacje
- Jan Jerzy Przebendowski jako podskarbi wielki koronny (1703-1729). Studium funkcjonowania ministerium, Kraków 2004.
- „Interes WM Pana wspomniałem Królowi Jmci...”. Listy Jana Jerzego Przebendowskiego podskarbiego wielkiego koronnego do Adama Mikołaja Sieniawskiego, wojewody bełskiego i hetmana wielkiego koronnego z lat 1704-1725, Kraków 2007.
- „Jako sobie na tym sejmie pościelemy, tak spać będziemy...”. Listy Jana Jerzego Przebendowskiego podskarbiego wielkiego koronnego do Jana Szembeka, podkanclerzego i kanclerza wielkiego koronnego z lat 1711-1728, Kraków 2010.
- Kariera i upadek królewskiego faworyta. Aleksander Józef Sułkowski w latach 1695-1738, Kraków 2013.
- Jan Jerzy Przebendowski podskarbi wielki koronny i dobrodziej ostrowski. Szkic biograficzny, Kraków-Ostrów Wielkopolski 2014[4].